# جين رودجرز
جين رودجرز (بالإنجليزية: Gene Rodgers)‏ هو عازف جاز وعازف بيانو أمريكي، ولد في 5 مارس 1910، وتوفي في 23 أكتوبر 1987 في نيويورك في الولايات المتحدة.

## وصلات خارجية
- جين رودجرز على موقع IMDb (الإنجليزية)
- جين رودجرز على موقع ميوزك برينز (الإنجليزية)
- جين رودجرز على موقع أول ميوزيك (الإنجليزية)
- جين رودجرز على موقع ديسكوغز (الإنجليزية)
- جين رودجرز على موقع قاعدة بيانات الفيلم (الإنجليزية)